# The Departed
The Departed är en amerikansk thriller från 2006, regisserad av Martin Scorsese och skriven av William Monahan, med Leonardo DiCaprio, Matt Damon, Jack Nicholson och Mark Wahlberg. Filmen är en nyinspelning av den framgångsrika Hongkongfilmen Infernal Affairs och vann fyra Oscar, i kategorierna Bästa film (Graham King), Bästa regi (Martin Scorsese), Bästa manus efter förlaga (William Monahan) och Bästa klippning (Thelma Schoonmaker). Den nominerades även för Bästa manliga biroll (Mark Wahlberg). Filmen är det tredje samarbetet mellan Martin Scorsese och Leonardo DiCaprio.

## Handling
Billy Costigan (Leonardo DiCaprio) är en ung polis född i South Boston. Han värvas av en specialenhet inom polisen för att infiltrera en av Bostons maffialigor som leds av Francis Costello (Jack Nicholson). Samtidigt som Billy försöker få Costello att lita på honom, gör en annan ung polis, Colin Sullivan (Matt Damon), snabb karriär hos delstatspolisen. Colin är också från gatorna i Boston och är en av en handfull elitpoliser i den specialstyrka som skall få Costello på fall. Vad hans överordnade inte vet är att Colin egentligen jobbar för Costello och ser till att gangsterbossen alltid är ett steg före polisen.
Billy och Colin blir båda djupt indragna i sina dubbelliv och samlar information om alla planer och motdrag i den verksamhet de infiltrerat. Men när det står klart för såväl gangstrar som polis att det finns en förrädare bland dem, lever Billy och Colin under ständigt hot om att bli avslöjade av fienden. Båda måste nu snabbt avslöja identiteten på den andre i tid för att rädda sig själva.

## Rollista (i urval)
| Leonardo DiCaprio | – William M. "Billy" Costigan Jr. |
| Matt Damon        | – Colin Sullivan                  |
| Jack Nicholson    | – Francis "Frank" Costello        |
| Mark Wahlberg     | – Kriminalinspektör Sean Dignam   |
| Martin Sheen      | – Polisintendent Oliver Queenan   |
| Ray Winstone      | – Arnold French                   |
| Vera Farmiga      | – Dr. Madolyn Madden              |
| Anthony Anderson  | – Trooper Brown                   |
| Alec Baldwin      | – Polisintendent George Ellerby   |
| James Badge Dale  | – Trooper Barrigan                |
| David O'Hara      | – Patrick "Fitzy" Fitzgibbons     |
| Mark Rolston      | – Timothy Delahunt                |
| Kevin Corrigan    | – Kusin Sean                      |

## Kritikermottagande
Filmen fick många positiva recensioner vid sin premiär. Aftonbladets filmskribent Jens Peterson gav filmen 4 av 5 och kommenterade: The Departed” visar att det är små val som gör att människor hamnar här eller där. Den har kanske inte mycket att säga. Men den säger det väldigt, väldigt bra. Svenska Dagbladet gav filmen 5 av 6.
På Rotten Tomatoes gav 92% av kritikerna filmen positiva betyg på ett urval av 221 recensioner. Metacritic rapporterade att filmen fått 86 av 100 på ett urval av 39 recensioner.

## Publiktillströmning
Vid filmens första helg drog den in $26 887 467 vilket innebar att den blev den tredje Scorsese-filmen att gå in på den amerikanska biotopplistans förstaplats under debuthelgen. Filmen låg på topp tio-listan i sju veckor. Filmen drog in ytterligare $132 384 315 i USA och $289 835 021 utanför USA.  

## Musik
Bandet Dropkick Murphys gjorde musiken till huvudtemat med låten "I'm Shipping Up To Boston".